# Lardenbach
Lardenbach ist ein Stadtteil von Grünberg im mittelhessischen Landkreis Gießen.

## Geographie
Der Ort liegt 6,5 km östlich der Kernstadt von Grünberg am Lardenbach im Vorderen Vogelsberg. Die Bebauungen von Lardenbach und Klein-Eichen gehen ineinander über. Durch den Ort führt die Landesstraße 3166; die Bundesstraße 276 verläuft im Westen.

## Ortsgeschichte

### Mittelalter
Die älteste schriftliche Erwähnung von Lardenbach erfolgte in einem Kopialbuch der Reichsabtei Hersfeld und wird in die Zeit zwischen 1036 und 1051 datiert: „usque ad Lardenbach, quodque etiam ad villam, qui similiter dictur Lardenbach“. Übersetzt: Bis zum Lardenbach und weiter bis zum Dorf, das auch Lardenbach heißt.
Eine  Urkunde berichtet von dem Verkauf des Nikolaus (Nycolaus) Glyse, Vikar des Kaiserdoms St. Bartholomäus Frankfurt, am 20. November 1355, der seine Güter zu Lardenbach (meam boni in Lartinbach siti) an das Kloster Arnsburg „partem meam boni in Lartinbach siti“ (Mein Teil an dem Gut in Lardenbach) verkauft.
1420 heißt es „by Lartenbach“. Der Name leitet sich von dem Personennamen „Lardo“ ab und bezeichnet die Siedlung am Bach des Lardo. Der Lardenbach ist ein Teil des Seenbach.
Das Kloster Arnsburg verkaufte 1489 den Antoniter Grünberger Antonitern seinen Besitz zu Lardenbach. Dabei handelte es sich um einen Hof.
Früher ernährten die Leinweberei und der Erzabbau im Tagebau die Bevölkerung.
Nachdem die alte Schule baufällig geworden war, wurde 1951 ein neues Schulgebäude errichtet; darin befindet sich heute ein Kindergarten. Das neue Dorfgemeinschaftshaus für Lardenbach und Klein-Eichen wurde 1992 gebaut.
Im Zuge der Gebietsreform in Hessen wurde die bis dahin selbständige Gemeinde Lardenbach zum 1. Februar 1971 auf freiwilliger Basis in die Stadt Grünberg eingegliedert. Für Lardenbach sowie für alle ehemals eigenständigen Gemeinden von Grünberg und die Kernstadt wurde je ein Ortsbezirk gebildet.

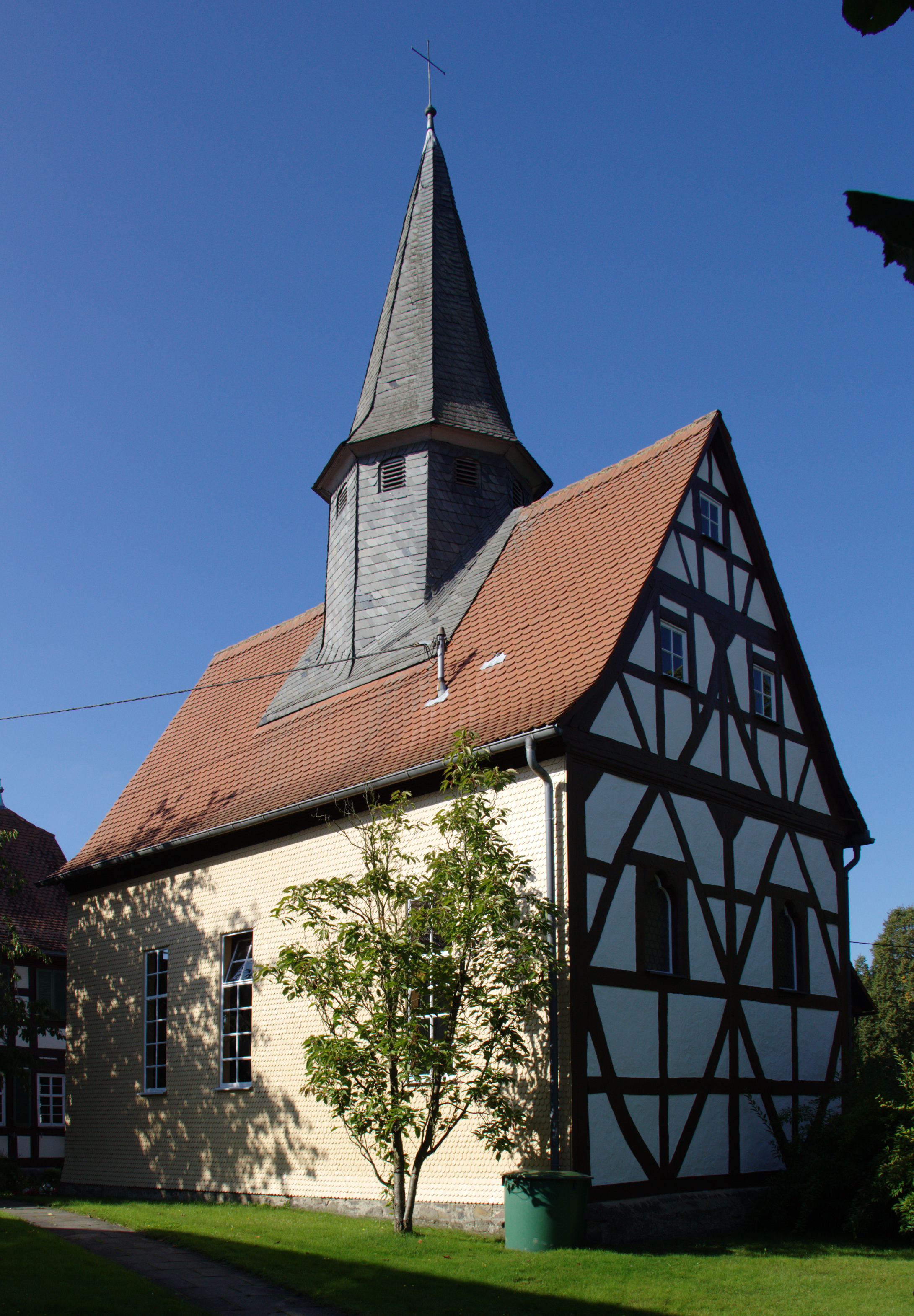
Evangelische Kirche in Lardenbach

### Verwaltungsgeschichte im Überblick
Die folgende Liste zeigt die Staaten und Verwaltungseinheiten, denen Lardenbach angehört(e):
- vor 1806: Heiliges Römisches Reich, Grafschaft Solms-Laubach (Anteil an der Herrschaft Münzenberg), Amt Laubach (der Grafen Solms-Laubach)
- ab 1806: Großherzogtum Hessen,[Anm. 2] Fürstentum Ober-Hessen, Amt Laubach (der Grafen Solms-Laubach)[14]
- ab 1815: Großherzogtum Hessen, Provinz Oberhessen, Amt Laubach (der Grafen Solms-Laubach)[15]
- ab 1820: Großherzogtum Hessen, Provinz Oberhessen, Amt Laubach[Anm. 3]
- ab 1822: Großherzogtum Hessen, Provinz Oberhessen, Landratsbezirk Hungen[16][Anm. 4]
- ab 1837: Großherzogtum Hessen, Provinz Oberhessen, Kreis Grünberg
- ab 1848: Großherzogtum Hessen, Regierungsbezirk Gießen
- ab 1852: Großherzogtum Hessen, Provinz Oberhessen, Kreis Schotten
- ab 1867: Norddeutscher Bund,[Anm. 5] Großherzogtum Hessen, Provinz Oberhessen, Kreis Schotten
- ab 1871: Deutsches Reich, Großherzogtum Hessen, Provinz Oberhessen, Kreis Schotten
- ab 1918: Deutsches Reich (Weimarer Republik), Volksstaat Hessen, Provinz Oberhessen, Kreis Schotten
- ab 1938: Deutsches Reich, Volksstaat Hessen, Landkreis Gießen[17][Anm. 6]
- ab 1945: Amerikanische Besatzungszone,[Anm. 7] Groß-Hessen, Regierungsbezirk Darmstadt, Landkreis Gießen
- ab 1946: Amerikanische Besatzungszone, Hessen, Regierungsbezirk Darmstadt, Landkreis Gießen
- ab 1949: Bundesrepublik Deutschland, Hessen, Regierungsbezirk Darmstadt, Landkreis Gießen
- ab 1971: Bundesrepublik Deutschland, Hessen, Regierungsbezirk Darmstadt, Vogelsbergkreis, Stadt Grünberg[Anm. 8]
- ab 1977: Bundesrepublik Deutschland, Hessen, Regierungsbezirk Darmstadt, Lahn-Dill-Kreis, Stadt Grünberg
- ab 1979: Bundesrepublik Deutschland, Hessen, Regierungsbezirk Darmstadt, Landkreis Gießen, Stadt Grünberg
- ab 1981: Bundesrepublik Deutschland, Regierungsbezirk Gießen, Landkreis Gießen, Stadt Grünberg

### Gerichte seit 1803
In der Landgrafschaft Hessen-Darmstadt wurde mit Ausführungsverordnung vom 9. Dezember 1803 das Gerichtswesen neu organisiert. Für die Provinz Oberhessen wurde das Hofgericht Gießen als Gericht der zweiten Instanz eingerichtet. Die Rechtsprechung der ersten Instanz wurde durch die Ämter bzw. Standesherren vorgenommen und somit war für Lardenbach ab 1806 das „Patrimonialgericht der Grafen Solms-Laubach“ in Laubach zuständig. Das Hofgericht war für normale bürgerliche Streitsachen Gericht der zweiten Instanz, für standesherrliche Familienrechtssachen und Kriminalfälle die erste Instanz. Die zweite Instanz für die Patrimonialgerichte waren die standesherrlichen Justizkanzleien. Übergeordnet war das Oberappellationsgericht Darmstadt.
Nach der Gründung des Großherzogtums Hessen 1806 wurden die Aufgaben der ersten Instanz 1821–1822 im Rahmen der Trennung von Rechtsprechung und Verwaltung auf die neu geschaffenen Land- bzw. Stadtgerichte übertragen. Ab 1822 ließen die Grafen Solms-Laubach ihre Rechte am Gericht durch das Großherzogtum Hessen in ihrem Namen ausüben. „Landgericht Laubach“ war daher die Bezeichnung für das erstinstanzliche Gericht, das für Lardenbach zuständig war. Auch auf sein Recht auf die zweite Instanz, die durch die Justizkanzlei in Hungen ausgeübt wurde, verzichtete Graf Otto II. 1823. Erst infolge der Märzrevolution 1848 wurden mit dem „Gesetz über die Verhältnisse der Standesherren und adeligen Gerichtsherren“ vom 15. April 1848 die standesherrlichen Sonderrechte endgültig aufgehoben.
Anlässlich der Einführung des Gerichtsverfassungsgesetzes mit Wirkung vom 1. Oktober 1879, infolge derer die bisherigen großherzoglichen Landgerichte durch Amtsgerichte an gleicher Stelle ersetzt wurden, während die neu geschaffenen Landgerichte nun als Obergerichte fungierten, kam es zur Umbenennung in „Amtsgericht Laubach“ und Zuteilung zum Bezirk des Landgerichts Gießen.
Am 1. Juli 1968 erfolgte die Auflösung des Amtsgerichts, die Gemeinde Lardenbach wurde dem Sprengels des Amtsgerichts Gießen zugelegt.

## Bevölkerung

### Einwohnerstruktur 2011
Nach den Erhebungen des Zensus 2011 lebten am Stichtag dem 9. Mai 2011 in Lardenbach 381 Einwohner. Darunter waren 6 (1,6 %) Ausländer. Nach dem Lebensalter waren 75 Einwohner unter 18 Jahren, 135 zwischen 18 und 49, 102 zwischen 50 und 64 und 69 Einwohner waren älter. Die Einwohner lebten in 153 Haushalten. Davon waren 36 Singlehaushalte, 48 Paare ohne Kinder und 54 Paare mit Kindern, sowie 15 Alleinerziehende und 3 Wohngemeinschaften. In 30 Haushalten lebten ausschließlich Senioren und in 102 Haushaltungen lebten keine Senioren.

### Einwohnerentwicklung
| • 1631: | 28 Untertanen |

| Lardenbach: Einwohnerzahlen von 1829 bis 2020 | Lardenbach: Einwohnerzahlen von 1829 bis 2020 | Lardenbach: Einwohnerzahlen von 1829 bis 2020 | Lardenbach: Einwohnerzahlen von 1829 bis 2020 | Lardenbach: Einwohnerzahlen von 1829 bis 2020 |
| --- | --------------------------------------------- | --------------------------------------------- | --------------------------------------------- | --------------------------------------------- |
| Jahr |                                               |                                               |                                               | Einwohner                                     |
| 1829 | 1829                                          |                                               | 286                                           | 286                                           |
| 1834 | 1834                                          |                                               | 311                                           | 311                                           |
| 1840 | 1840                                          |                                               | 335                                           | 335                                           |
| 1846 | 1846                                          |                                               | 384                                           | 384                                           |
| 1852 | 1852                                          |                                               | 344                                           | 344                                           |
| 1858 | 1858                                          |                                               | 322                                           | 322                                           |
| 1864 | 1864                                          |                                               | 320                                           | 320                                           |
| 1871 | 1871                                          |                                               | 331                                           | 331                                           |
| 1875 | 1875                                          |                                               | 321                                           | 321                                           |
| 1885 | 1885                                          |                                               | 322                                           | 322                                           |
| 1895 | 1895                                          |                                               | 327                                           | 327                                           |
| 1905 | 1905                                          |                                               | 337                                           | 337                                           |
| 1910 | 1910                                          |                                               | 356                                           | 356                                           |
| 1925 | 1925                                          |                                               | 411                                           | 411                                           |
| 1939 | 1939                                          |                                               | 325                                           | 325                                           |
| 1946 | 1946                                          |                                               | 558                                           | 558                                           |
| 1950 | 1950                                          |                                               | 535                                           | 535                                           |
| 1956 | 1956                                          |                                               | 458                                           | 458                                           |
| 1961 | 1961                                          |                                               | 420                                           | 420                                           |
| 1967 | 1967                                          |                                               | 403                                           | 403                                           |
| 1970 | 1970                                          |                                               | 418                                           | 418                                           |
| 1980 | 1980                                          |                                               | ?                                             | ?                                             |
| 1987 | 1987                                          |                                               | 418                                           | 418                                           |
| 2003 | 2003                                          |                                               | 418                                           | 418                                           |
| 2011 | 2011                                          |                                               | 381                                           | 381                                           |
| 2016 | 2016                                          |                                               | 375                                           | 375                                           |
| 2020 | 2020                                          |                                               | 371                                           | 371                                           |
| Datenquelle: Historisches Gemeindeverzeichnis für Hessen: Die Bevölkerung der Gemeinden 1834 bis 1967. Wiesbaden: Hessisches Statistisches Landesamt, 1968. Weitere Quellen: LAGIS; Ab 1970: Stadt Grünberg:; Zensus 2011 |                                               |                                               |                                               |                                               |

### Historische Religionszugehörigkeit
| • 1829: | 286 evangelische (= 100 %) Einwohner                             |
| • 1961: | 365 evangelische (= 86,9 %), 54 katholische (= 12,9 %) Einwohner |

### Historische Erwerbstätigkeit
| • 1961: | Erwerbspersonen: 94 Land- und Forstwirtschaft, 86 Produzierendes Gewerbe, 23 Handel, Verkehr und Nachrichtenübermittlung, 13 Dienstleistungen und Sonstige. |

## Politik

### Ortsbeirat
Für den Stadtteil Lardenbach besteht ein Ortsbezirk (Gebiete der ehemaligen Gemeinde Lardenbach) mit Ortsbeirat und Ortsvorsteher nach der Hessischen Gemeindeordnung.
Der Ortsbeirat besteht aus fünf Mitgliedern. Bei den Kommunalwahlen in Hessen 2021 betrug die Wahlbeteiligung zum Ortsbeirat 63,73 %. Alle Kandidaten gehörten der „Bürgersliste Lardenbach“ an. Der Ortsbeirat wählte Christian Ruppel zum Ortsvorsteher.

### Wappen
Blasonierung: „In einem von Rot und Silber geteilten Schild drei um eine blaue Blüte in der Mitte des Schildes zueinandergeordnete Weberschiffchen in verwechselter Tinktur.“
Das Wappen wurde der damaligen Gemeinde Lardenbach am  13. März 1970 durch den Hessischen Innenminister genehmigt. Gestaltet wurde es durch den Bad Nauheimer Heraldiker Heinz Ritt.

## Vereine
Mehrere Vereine bestimmen das kulturelle Dorfleben, nämlich
- Freiwillige Feuerwehr Lardenbach
- Gesangverein Eintracht Lardenbach/Klein-Eichen
- Obst- und Kelterverein Lardenbach/Klein-Eichen
- Theatergruppe Lardenbach
- TTC Ilsdorf/Lardenbach
- VdK Ortsgruppe Lardenbach